# 觀塘官立小學（秀明道）
觀塘官立小學（秀明道）（英語：Kwun Tong Government Primary School (Sau Ming Road)）為一所香港官立小學，位於觀塘秀茂坪，前身為觀塘官立小學下午校，在1959年成立。當時觀塘官立小學分為上、下午校。觀塘官立小學在2008年9月分拆成兩所小學，下午校在2008年9月1日遷往秀茂坪秀明道（前秀茂坪邨19-20座原址，原擬興建兩座1999年版本新十字型居屋）新校舍。

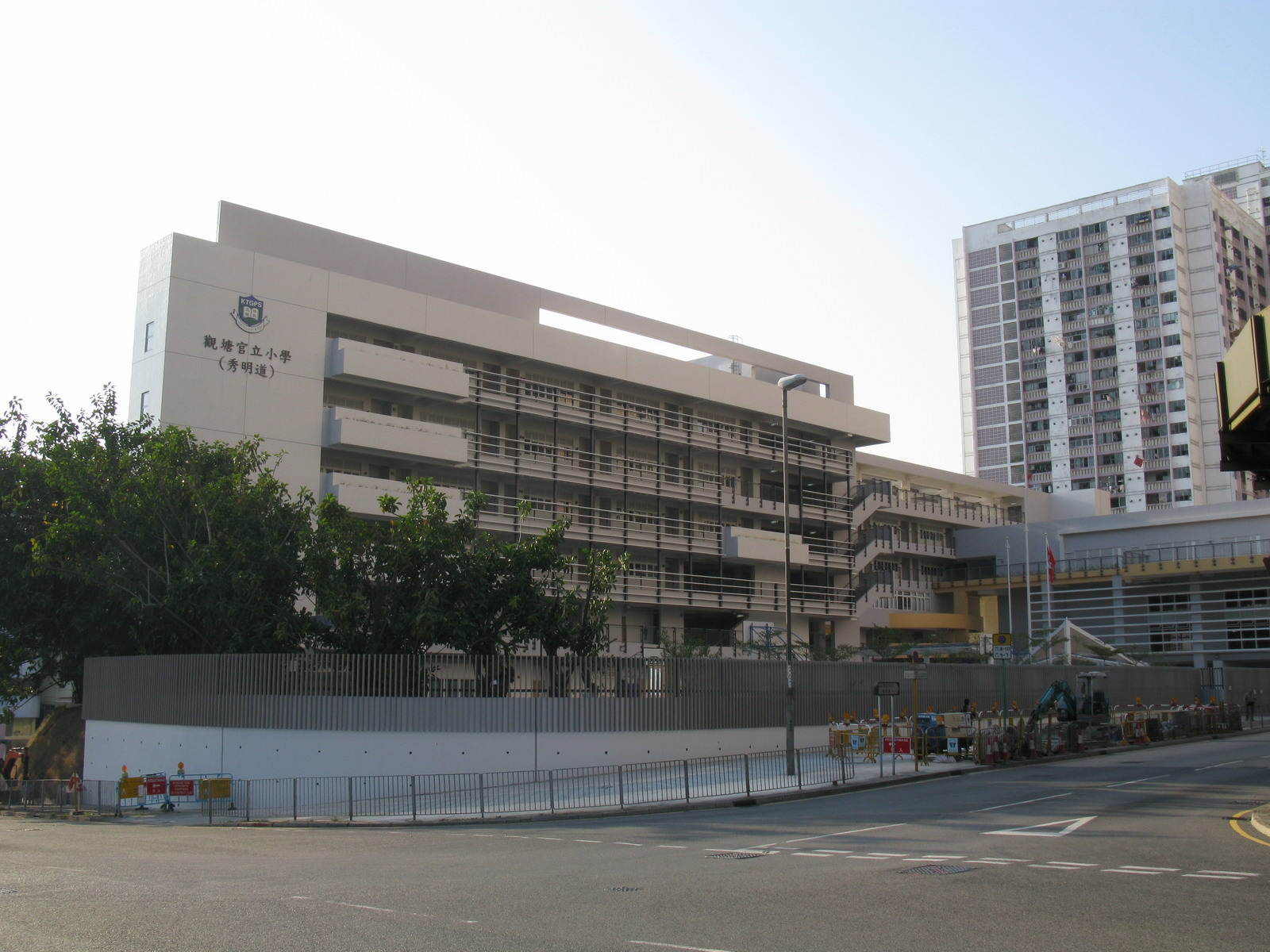
校舍東面

## 突發事件
- 2019年5月14日，校內有10名學生懷疑進食內地零食後出現罕見的中毒事件[1]

## 外部連結
- 觀塘官立小學（秀明道） （页面存档备份，存于）
- 觀塘秀茂坪曉光街的1所小學（立法會財務委員會工務小組委員會討論文件） （页面存档备份，存于）

1. ↑  鄧詠中, 彭愷欣, 郭倩雯. . 香港01. 2019-05-14  [2024-08-01]. （原始内容存档于2024-08-01） （中文（香港））.